# Villaggio Monte degli Ulivi
Il Villaggio Monte degli Ulivi è un complesso architettonico costituito da sei edifici progettati dall'architetto Leonardo Ricci all'estremità sud-orientale della città di Riesi in Sicilia. Fu costruito tra il 1963 e il 1966 per il centro diaconale "Servizio Cristiano", fondato nel 1961 dal pastore valdese Tullio Vinay, che da allora lo utilizza e lo ha ampliato.

## Storia
Il complesso prende il nome dalla collina su cui sorge, ma si riferisce anche al Monte degli Ulivi biblico. È stato costruito tra il 1963 e il 1966 da imprese edili locali insieme a una comunità di volontari che fondò il centro diaconale insieme a Tullio Vinay. La motivazione di Vinay era contrastare la povertà, l'analfabetismo e la criminalità causati dal declino dell'estrazione di zolfo nella regione.
Il progetto venne redatto dall'architetto Leonardo Ricci, lui stesso di famiglia valdese, che aveva progettato anche il centro ecumenico "Agape" sopra Prali, in Piemonte, anch'esso fondato da Vinay nel 1946-1947.
Il piano terra della scuola meccanica attualmente viene utilizzata come sala polivalente mentre il piano seminterrato contiene una mostra fotografica sulla storia del Servizio Cristiano. Al complesso iniziale sono stati aggiunti un'altra foresteria, una struttura per la riabilitazione dei disabili inaugurato nel 2019 ed un campo sportivo. Sul sito sono presenti capannoni e serbatoi d'acqua per l'agricoltura (olive, mandorle, ortaggi).

## Descrizione

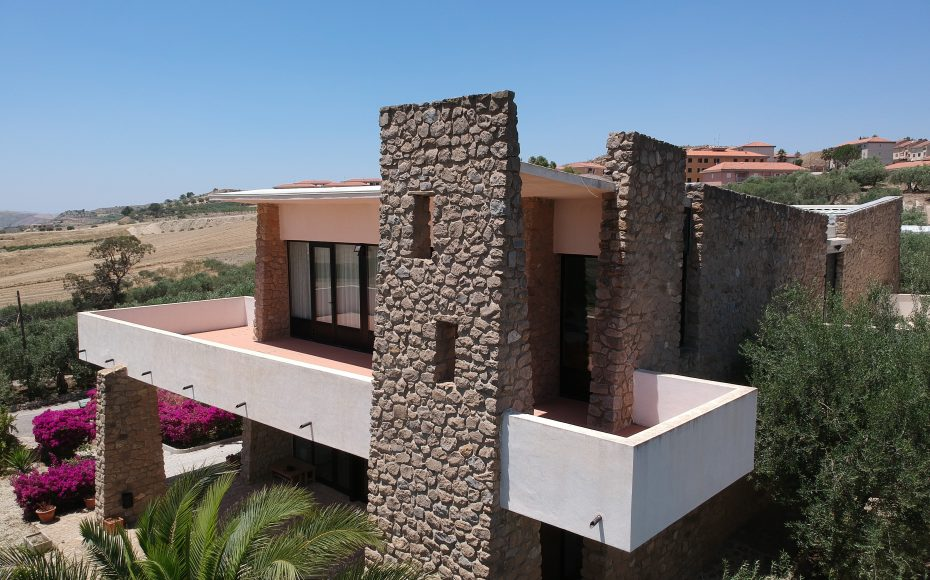
La Casa Comunitaria

È composto dai seguenti edifici, che sono immersi in un uliveto su una collina:
- la Casa Comunitaria (con sala da pranzo, cucina e appartamenti),
- la Scuola Materna (l'Asilo),
- la Scuola Elementare,
- la Scuola Officina Meccanica,
- la Biblioteca,
- la Casa per Famiglie

Un tempio (Ecclesia) non è stato realizzato.

Gli edifici sono caratterizzati da coperture a una falda organicamente curvate in cemento bianco intonacato, che si stagliano su pareti angolari in pietra naturale non intonacata. Gli angoli retti sono rari. Il complesso fa riferimento da un lato a Giovanni Michelucci, maestro di Ricci, e allo stile di Frank Lloyd Wright e dall'altro al paesaggio siciliano, poiché la pietra naturale utilizzata proviene dalle immediate vicinanze.

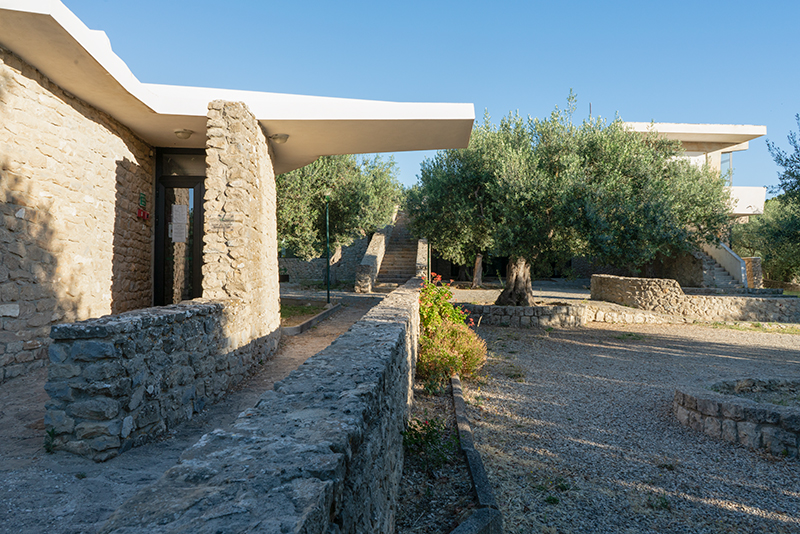
Cortile, a sinistra la scuola materna
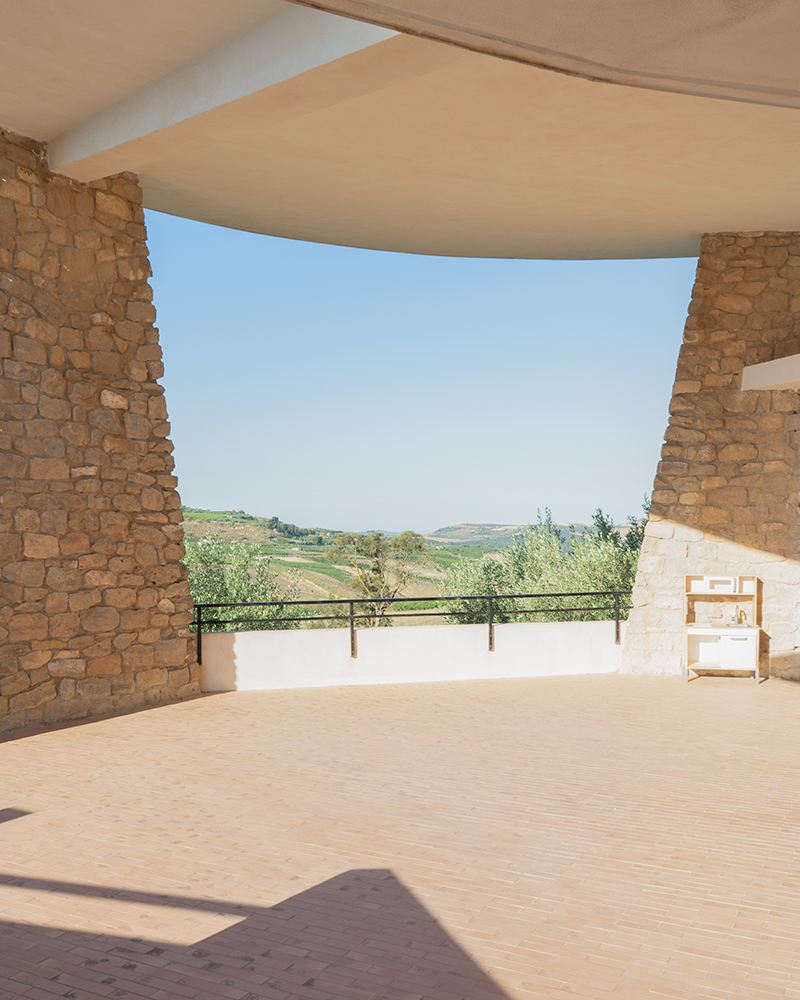
Vista dal balcone della scuola materna
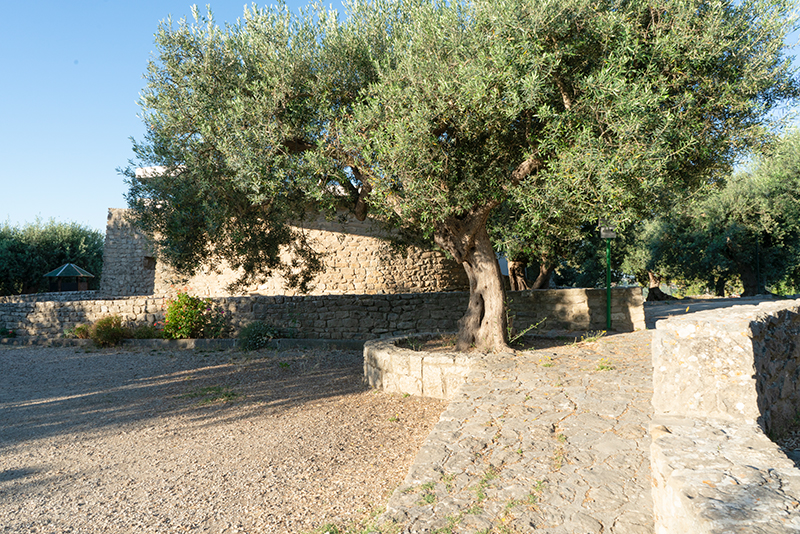
Ulivo davanti alla scuola elementare

## Critica
La Scuola Officina Meccanica è stata definita "una delle opere più caratteristiche del movimento architettonico moderno in Sicilia".
L'"Atlante architettura contemporanea" constata: "Il valore dell’architettura del villaggio risiede nel rapporto che l’opera instaura con il luogo, con la sua conformazione morfologica e persino con gli ulivi preesistenti, che Ricci riesce a conservare. Al contrario i manufatti risentono della scarsità dei mezzi realizzativi: materiali edilizi sono poveri e messi in opera con scarsa perizia; ciò nonostante, la scarna definizione del dettaglio non indebolisce la grande forza spaziale dell’insieme."
Il complesso venne dichiarato patrimonio culturale siciliano nel 2008 "per la singolarità del linguaggio figurativo di ispirazione informale e di influenza organica, il sapiente rapporto con la natura e il paesaggio, la particolare interpretazione di una nuova idea di comunità e il metodo progettuale dell’autore di indiscussa qualità progettuale, un intervento significativo nel panorama dell’architettura contemporanea in Sicilia".
Una descrizione in occasione dei centesimo compleanno di Ricci conchiude: "il Villaggio del Monte degli Ulivi va ricordato come un'esperienza di importante rilevanza, espressione urbana della continuità delle azioni di tutta una comunità; un organismo che si presta ad essere vissuto e dove ogni suo abitante si sente vivo."